# Johann Pfuser von Nordstetten
Johann Pfuser von Nordstetten (* um 1429, † zwischen dem 1. Februar und dem 8. April 1491 in Reichenau) war ein deutscher Benediktiner, Ökonom und Abt des Klosters Reichenau. 

## Leben
Johann Pfuser entstammte einer Familie, die im 14. Jahrhundert dem Bürgertum der Stadt Horb angehört hatte. Im Dienst für die Grafen von Hohenberg erlangte die Familie einen niederadeligen Status und nannte sich nach dem Dorf Nordstetten bei Horb. Johann Pfuser legte 1447 vor dem Reichenauer Abt Friedrich von Wartenberg die Ordensgelübde ab. Anschließend nahm er an der Universität Wien das Studium der Artes auf, also ein sprachlich-mathematisches Grundstudium, das er 1450 mit dem Bakkalaureat abschloss. Darauf wurde er zum Cellerar berufen; in diesem Amt leitete er die Wirtschaftsführung des Klosters unter den Äbten Friedrich von Wartenberg und Johann von Hinwil. Letzterer gab sein Amt 1464 auf; Johann Pfuser trat seine Nachfolge an und blieb bis zu seinem Tode 1491 Abt des Klosters Reichenau. 

## Wirken
Die Bedeutung Johann Pfusers liegt in seinem Wirken als Ökonom. Abt Friedrich von Wartenberg erneuerte das Kloster Reichenau personell und baulich, wofür er zunächst Kredite aufnahm. Der langfristige Erfolg seiner Reform erforderte die wirtschaftliche Sanierung der Abtei, um die sich Johann Pfuser über vier Jahrzehnte bemühte, als Großkeller und als Abt. Zu Beginn seiner Tätigkeit legte er das sogenannte „Gedenkbuch“ an, eine Art Notizbuch, in das er Einkünfte und Belastungen seines Klosters zusammen mit den Anspruchsgrundlagen notierte. In seine Zeit als Großkeller fällt die Anlage eines Gesamturbars über alle grundherrschaftlichen Einkünfte der Abtei Reichenau, von dem noch große Teile erhalten sind. Als Abt förderte er die Spezialisierung und damit die Rentabilität von landwirtschaftlichen Betrieben im Nahbereich des Klosters, indem er in den Weinbau auf der Insel Reichenau oder in die Viehwirtschaft auf dem Bodanrück investierte. Diese Maßnahmen reichten nicht aus, die Einkünfte auf das erforderliche Maß zu heben, zumal die Abtei unter politischen Druck geriet: 1465 kaufte Herzog Sigmund von Österreich die Landgrafschaft Nellenburg und nahm von dort aus Einfluss auf die Abtei Reichenau; zeitweise musste Johann Pfuser die Verwaltung seiner Abtei österreichischen Amtleuten überlassen. Um seine Handlungsfreiheit zurückzugewinnen, erließ Johann Pfuser eine Reihe von Ordnungen der Klosterökonomie, die ihn selbst und seinen Konvent auf Sparsamkeit verpflichteten, und suchte nach Einkünften außerhalb der traditionellen Grundherrschaft, allerdings ohne Erfolg. So erneuerte er das hochmittelalterliche Münzrecht der Abtei Reichenau und richtete 1482 gemeinsam mit der Stadt Radolfzell eine Münzstätte ein, deren Ausstoß zu gering war, um einen nennenswerten Überschuss zu erwirtschaften. 1481 bot Johann Pfuser dem französischen König Ludwig XI. ein Aufgebot Reichenauer Söldner an, was indes weder praktisch noch staatsrechtlich durchführbar gewesen wäre, weshalb der König nicht darauf einging. 
Daneben traten die geistigen und geistlichen Interessen Johann Pfusers etwas in den Hintergrund. Den von Friedrich von Wartenberg begonnenen Bau des Münsterchors brachte er zu einem provisorischen Abschluss; im Westquerhaus des Münsters ließ er den gotischen Kastenaltar errichten, der den Markusschrein birgt. Auch widmete er der Klosterbibliothek einige Zuwendung. 

## Bewertung
Die Nachwelt beurteilte das Wirken Johann Pfusers durchweg kritisch. Der Reichenauer Chronist Gallus Öhem verübelte ihm, dass er seinen eigenen Vater in der Kirche bestatten ließ und dafür das Grabmal des bedeutenden Abts Bern beseitigte. Die frühneuzeitliche Reichenauer Chronistik wies ihm die Hauptschuld am Niedergang des Klosters zu, der zum Untergang der selbständigen Abtei Reichenau und ihrer Unterstellung unter die Bischöfe von Konstanz geführt hätte. Dieses schlecht begründete Urteil wurde von der Geschichtswissenschaft des 19. und 20. Jahrhunderts übernommen. Eine neutrale Bewertung müsste die objektiven wirtschaftlichen Schwierigkeiten und das problematische herrschaftliche Umfeld berücksichtigen. Immerhin stabilisierten Johann Pfusers Maßnahmen das Kloster Reichenau so weit, dass es trotz widriger Umstände als selbständige Abtei bis 1540, als Priorat bis 1757 bestehen konnte. 